# War room
Con il termine war room (letteralmente: "stanza della guerra"; lato sensu: "sala operativa") ci si riferisce a quelle unità operative centralizzate che, durante le campagne elettorali, elaborano e coordinano la strategia, la comunicazione e i messaggi per un partito o candidato. Tra gli studiosi che si sono occupati del fenomeno vi è Margaret Scammel, con il suo The Wisdom of the war Room (1997).
Oltre ai rappresentanti politici, nelle war room sono presenti specialisti di ogni settore, dagli esperti di marketing politico ai sondaggisti, dai ghost writer ai responsabili delle pubbliche relazioni.
Nell'ambito del project management, il termine è utilizzato per indicare il gruppo di lavoro formato dal committente e dai fornitori per la definizione della modalità operative con cui gestire i problemi emersi durante una specifica fase del progetto. Ha il compito di determinare chi deve occuparsi di risolvere i problemi, di indicare i tempi di risoluzione e di definire l'ordine di priorità con cui trattarle.

## Politica
Tra i primi esempi di war room si può citare quella costituita per l'elezione di Bill Clinton per le presidenziali del 1992, guidata dai consulenti James Carville e Stanley Greenberg; nel 1997 è stato invece Tony Blair, che ha coordinato la campagna con il consulente Peter Mandelson ed il sondaggista Philip Gould; per la vittoriosa campagna 1998, Gerhard Schröder aveva istituito "Kampa", war room guidata tra l'altro dagli esperti Mathias Maching e Bodo Hombach.
Per la campagna italiana Silvio Berlusconi era solito istituire una riunione settimanale ad Arcore, definita "Tavolo per l'Italia".

## Altri media
Nel 1993 Chris Hegedus e D. A. Pennebaker hanno trasposto in un film documentario, The War Room, l'esperienza elettorale di Bill Clinton allo scrutinio presidenziale del 1992.